# 臺北市立圖書館中崙分館

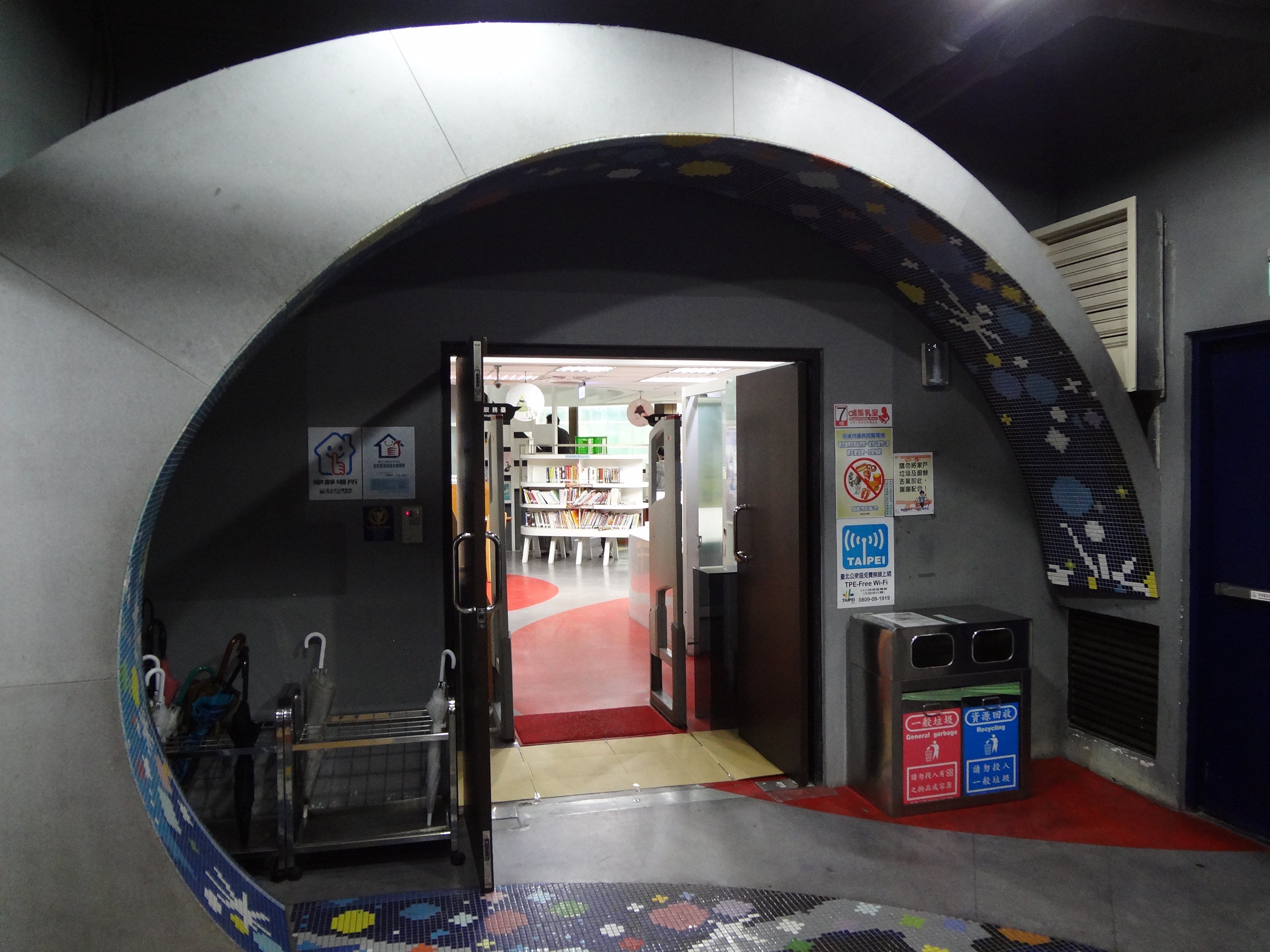
中崙分館入口

臺北市立圖書館中崙分館（又稱為漫畫館）座落於中華民國台灣台北市松山區，是臺北市立圖書館的分館之一，1998年7月24日開館。

## 介紹

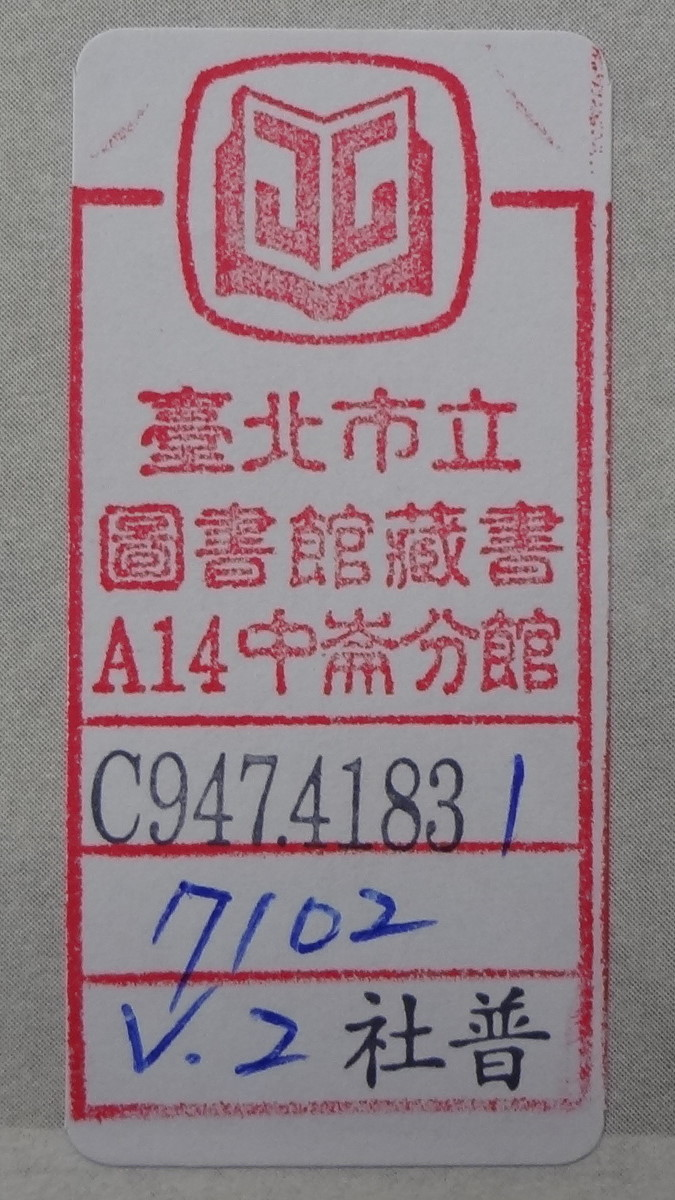
中崙分館藏書章貼紙，貼於書名頁

臺北市立圖書館中崙分館為中華民國公共圖書館系統第一所以漫畫為特色館藏的公共圖書館，座落於台北市松山區長安東路二段229號7至10樓，與台北市政府消防局中崙分隊共用「中崙合署辦公大樓」，距離台北捷運南京復興站約七百公尺，距離臺北市松山區敦化國民小學也不遠。
1998年7月24日，中崙分館啟用，收藏漫畫相關物品，包含圖書、期刊、影音資料、剪輯資料與本土漫畫等。中崙分館藏書借閱率常在臺北市立圖書館各分館中名列前茅，其中《名偵探柯南》為漫畫類圖書借閱率排行榜前10名的常客。
中崙分館設置兒童區與學齡前幼兒讀物區，提供童書、《國語日報》等兒童讀物。為了防止兒童讀者接觸到不適合兒童閱讀的漫畫，中崙分館館藏漫畫單行本分為三級：普通級、輔導級、限制級。普通級與輔導級漫畫，開放讀者自由取閱。限制級漫畫集中放在綜合服務台後方書櫃，讀者必須向綜合服務台登記取閱，未滿18歲者不得借閱。一些有大量殺必死情節的少年漫畫，例如《涼風》、《魔法老師》，也列為限制級。

## 樓層配置
| 樓層   | 分區                                                                                       |
| ------ | ------------------------------------------------------------------------------------------ |
| 漫畫館 |                                                                                            |
| 10     | 一般圖書區、參考資料區                                                                     |
| 9      | 漫畫閱覽區、漫畫期刊區、漫畫參考資料區、華人漫畫家作品區、台灣早期漫畫特藏區               |
| 8      | 大廳、綜合服務台、新書展示區、主題書展區、資訊檢索區、視聽資料區、兒童區、學齡前幼兒讀物區 |
| 7      | 視聽室、哺（集）乳室、期刊報紙區、漫畫期刊合訂本區                                         |
| 2 - 6  | 臺北市政府消防局中崙分隊使用                                                               |
| 1      | 入口大廳                                                                                   |

## 交通位置

### 市區公車
- 臺安醫院站：41、52、202、203、205、257、276、521
- 芝麻大廈站：復興幹線、685、903
- 八德敦化路口站：33、262(含區間車)、275、敦化幹線、292、556、630、688、902、903、905、906、909、913

### 台北捷運
- 文湖線、 松山新店線南京復興站-5號出口（約10分鐘路程）
- 松山新店線台北小巨蛋站-2號出口（約15分鐘路程）

## 外部連結
- 臺北市立圖書館中崙分館簡介 （页面存档备份，存于）